# 葉爾馬克號
葉爾馬克號（俄语：Ермак）第一艘能在北極航行的破冰船，以俄羅斯著名探險家葉爾馬克·齊莫菲葉維奇的名字命名。1898年10月17日下水，直到1964年報廢，曾經為俄羅斯、蘇聯海軍和商船服務，成為服役時間最長的破冰船。